# Pacuni
Pacuni ist eine Ortschaft im Departamento La Paz im südamerikanischen Andenstaat Bolivien.

## Lage im Nahraum
Pacuni ist die drittgrößte Siedlung im Kanton Choquetanga des Municipio Quime in der Provinz Inquisivi und liegt auf einer Höhe von 4623 m in der Serranía de Sicasica, dem westlichsten Höhenzug der Cordillera Septentrional, des mittleren Abschnitts der bolivianischen Cordillera Central.

## Geographie
Pacuni liegt zwischen dem bolivianischen Altiplano im Westen und dem Amazonas-Tiefland im Osten. Die Region weist ein typisches Tageszeitenklima auf, bei dem die mittleren Temperaturunterschiede zwischen Tag und Nacht größer sind als die Temperaturunterschiede zwischen den Jahreszeiten.
Die mittlere Durchschnittstemperatur der Region liegt bei knapp 7 °C und schwankt zwischen 3 °C im Juni/Juli und 9 °C im November/Dezember (siehe Klimadiagramm Caxata). Der Jahresniederschlag liegt bei 500 mm, mit einer ausgeprägten Trockenzeit von Mai bis Juli und Monatsniederschlägen von mehr als 100 mm im Januar und Februar.

## Verkehrsnetz
Pacuni liegt in einer Entfernung von 276 Straßenkilometern südöstlich von La Paz, der Hauptstadt des gleichnamigen Departamentos.
Von La Paz führt die asphaltierte Nationalstraße Ruta 3 in östlicher Richtung bis Coroico, und von dort die Ruta 25 in südöstlicher Richtung 160 Kilometer bis Inquisivi und weiter nach Cochabamba. In Inquisivi zweigt in südwestlicher Richtung die unbefestigte Ruta 109 ab und erreicht nach 21 Kilometern Quime, den zentralen Ort des Municipios. In östlicher Richtung führt weiter in Verlängerung der Camino Caxata Quime, und fünf Kilometer hinter Pongo B-2 zweigt eine serpentinenreiche Landstraße in nordöstlicher Richtung ab, die über Pacuni nach 21 Kilometern Mina La Argentina erreicht.

## Bevölkerung
Die Einwohnerzahl der Minensiedlung ist in dem Jahrzehnt zwischen den beiden letzten Volkszählungen um mehr als die Hälfte zurückgegangen:
| Jahr | Einwohner         | Quelle       |
| ---- | ----------------- | ------------ |
| 1992 | keine Detaildaten | Volkszählung |
| 2001 | 417               | Volkszählung |
| 2012 | 241               | Volkszählung |
| 2024 |                   | Volkszählung |

Die Region weist einen hohen Anteil an Aymara-Bevölkerung auf, im Municipio Quime sprechen 70,5 Prozent der Bevölkerung Aymara.